# Juan de Dios Vico y Bravo
Juan de Dios Vico y Bravo (Granada, 19 de febrero de 1845–Ibíd., 9 de marzo de 1908) fue un jurista y escritor español.
Fue catedrático de la facultad de Derecho y llegó a ser vicerrector de la Universidad de Granada. Escribió numerosas obras sobre Derecho y otras exclusivamente literarias.
Prestigioso católico, colaboró en publicaciones como La Lealtad de Granada, La Ilustración Católica y El Universo.

## Obras
- Discurso leído ante la Academia Filosófico-Jurídica de Granada, en el acto de su solemne apertura del curso de 1876 á 77, Granada, Imp. y Lib. de F. Reyes y Hermano, 1876;
- Estudios elementales de Derecho Político y Administrativo español, Granada, F. de los Reyes, 1879; Estudios de preparación al de la ciencia del Derecho, Granada, Impr. F. de los Reyes, 1881;
- Manual teórico del notariado o estudios jurídicos de preparación para las oposiciones a notarías, Madrid, Revista de Legislación, 1883;
- Sobre la unidad de Dios, en la Fe y en la Ciencia, [Discurso de apertura del curso académico 1884-1885], Granada, Impr. Ventura, Sabatel, 1884;
- Ta-Tsing-Leu-Lee o las Leyes fundamentales del Código penal de la China, escogido de los Estatutos suplementarios, [Trad. del chino por J. Th. Staunton. Trad. al francés y notas de F. Renouard de Sainte Croix. (Ed. Paris, 1812)] trad. al español por Juan de Dios Vico y Bravo, Madrid, Imprenta de la Revista de Legislación, 1884;
- Una cuestión de Derecho Administrativo, en Revista General de Legislación y Jurisprudencia, núm. 64 (1884);
- El Faro de la juventud. Exposición de las verdades más esenciales y fundamentales en los órdenes religioso, moral é histórico y refutación de las falsas doctrinas propagadas y defendidas en nuestros días, Granada, F. de los Reyes, 1886;
- La soledad de María Santísima: piadoso ejercicio para acompañar á la Santísima Virgen en su soledad durante la noche del Viernes Santo, Granada, Imp. Y Librería de López Guevara, 1888;
- Estudios de Derecho Público interior de España, 2 vols., Granada, Tipografía de los Reyes, 1888 (con una 2ª ed. corr. y aum. en 1895);
- Premio y castigo, Barcelona, Bastinos ed., 1889;
- La mejor de las madres, ó sea, Ntra. Sra. del Sagrado Corazón, Barcelona, Est. Tip. “La Hormiga de Oro”, 1892;
- El mayor de los favores, Barcelona, Tip. La Hormiga de Oro, 1894;
- Compendio de Historia Sagrada, Granada, López Guevara, 1896, 511 págs.;
- Tratado elemental de religión y moral, Granada, J. López Guevara, 1896;
- Necrológica del Excmo. Sr. D. Nicolás de Paso y Delgado, leída en la solemne sesión celebrada por la Real Sociedad Económica de Amigos del País de Granada, en 16.VI.1898, Granada, Impr. de la Vda e hijos de P. V. Sabatel, 1898;
- La conquista de Granada, [Premio extraordinario del Certamen de la Real Sociedad Económica de Amigos del País], Granada, Imp. Vda. e hijos de P. V. Sabatel, 1899;
- El capricho de Carmela, Barcelona, Imp. Mariano Galve, 1903;
- Importancia de los estudios filosófico-jurídicos, Granada, Reyes, s/f.